# Filipendula purpurea
Filipendula purpurea là loài thực vật có hoa trong họ Hoa hồng. Loài này được Maxim. mô tả khoa học đầu tiên năm 1879.